# Ломейские конвенции
Ломейские конвенции, Ломейские соглашения (англ. Lome Conventions) — ряд соглашений о преференциях для стран Африки, бассейна Карибского моря и Тихого океана (АКТ), заключённых Европейским союзом с целью установления особых торгово-экономических отношений с этими странами.
Первая конвенция о торговом и экономическом сотрудничестве подписана в 1975 году в столице Того Ломе. Она заменила и расширила заключенную ранее конвенцию Яунде между ЕС и Ассоциацией стран Африки и Малагасийской Республикой. В соответствии с этой конвенцией страны АКТ получали возможность беспошлинного экспорта промышленной и тропической сельскохозяйственной продукции. Конвенция также предусматривала финансовую и техническую помощь этим странам в форме субсидий и льготных кредитов Европейского фонда развития и Европейского инвестиционного банка.
Вторая Ломейская конвенция была подписана в 1979 году. Участниками конвенции были Европейский Союз и 58 стран АКТ. Это соглашение расширяло область сотрудничества. Расширение сотрудничества включало миграцию рабочей силы, защиту инвестиций, энергетическую политику и другие вопросы.
Третья Ломейская конвенция, вступившая в силу в марте 1985 года, расширила положения второй Ломейской конвенции в части дальнейшего углубления коммерческого сотрудничества и совершенствования систем стабилизации экспортной выручки.
Четвёртая Ломейская конвенция была подписана в декабре 1989 года. В 1990 году в Конвенции участвовало уже 60 стран АКТ. Основные статьи, касавшиеся торговли вступили в силу в 1990 году, а остальные — в 1991 году.